# ستيف روشي
ستيف روشي (بالإنجليزية: Steve Roach)‏ هو موسيقي وملحن أمريكي، ولد في 16 فبراير 1955 في لا ميسا في الولايات المتحدة.

## وصلات خارجية
- الموقع الرسمي
- ستيف روشي على موقع ميوزك برينز (الإنجليزية)
- ستيف روشي على موقع أول ميوزيك (الإنجليزية)
- ستيف روشي على موقع ديسكوغز (الإنجليزية)